# Graza
Grażyna Fołtyn-Kasprzak, pseudonim artystyczny Graza (ur. w 1953) – polska scenografką, graficzka i kolorystka mieszkająca od 1990 roku na stałe w Belgii. 
Międzynarodową sławę zawdzięcza współpracy ze znanymi twórcami komiksów: André-Paul Duchâteau, Jean Van Hamme, Grzegorz Rosiński, Krzysztof Gawronkiewicz, Zbigniew Kasprzak.  Współpracowała w Niemczech z Theater-Opera w Oberhausen i w Berlinie, tworząc między innymi scenografie do oper Ognisty ptak i Dzwonnik z Notre Dame. W Polsce współpracowała z wieloma znanymi reżyserami (także jako Grażyna Fołtyn). Jest autorką scenografii i kostiumów do przedstawień teatralnych i widowisk telewizyjnych. Ukończyła krakowską Akademię Sztuk Pięknych. Prywatnie jest żoną Zbigniewa Kasprzaka.  

## Dorobek artystyczny

### Przedstawienia teatralne[5]
1981 – Tragiczna historia Hamleta księcia Danii (William Shakespeare), reżyseria Andrzej Wajda, Stary Teatr im. Heleny Modrzejewskiej w Krakowie - scenografia  
1982 – Tartuffe czyli Świętoszek (Molière), reżyseria Jerzy Hutek, Teatr im. Juliusza Słowackiego w  Krakowie - scenografia  
1982 – Miarka za miarkę (William Shakespeare), reżyseria Irena Wollen, Teatr Polski w Szczecinie - scenografia
1985 – Lekcja prusskiego (Adolf Nowaczyński), reżyseria Jan Nowak, Teatr Współczesny im. Edmunda Wiercińskiego we Wrocławiu - scenografia
1986 – Tow. N (Jerzy Krzysztoń), reżyseria: Jan Prochyra, Teatr Współczesny im. Edmunda Wiercińskiego we Wrocławiu – scenografia
1986 – Peer Gynt (Edvard Grieg), reżyseria: Hanna Chojnacka, Opera we Wrocławiu - scenografia  
1986 – Mądralinka (Janusz Cywiński), reżyseria: Marcin Rogoziński, Teatr Współczesny im. Edmunda Wiercińskiego we Wrocławiu - scenografia
1986 – Palec Ludojada (Jerzy Owsiak), reżyseria: Jan Prochyra, Teatr Współczesny im. Edmunda Wiercińskiego we Wrocławiu - scenografia i kostiumy
1987 – Dzień królowania (Giuseppe Verdi), reżyseria: Fritzdieter Gerhards, Opera we Wrocławiu - scenografia
1987 – Mąż i żona (Aleksander Fredro), reżyseria: Irena Wollen, Teatr Bagatela im. Tadeusza Boya-Żeleńskiego w Krakowie - scenografia
1987 – Kotka na rozgrzanym od słońca blaszanym dachu (Tennessee Williams), reżyseria: Janusz Kijowski, Teatr Współczesny im. Edmunda Wiercińskiego we Wrocławiu - scenografia
2006 – Nie uchodzi, nie uchodzi... czyli Damy i huzary (Aleksander Fredro), reżyseria: Maciej Wojtyszko, Teatr Rampa na Targówku w Warszawie - scenografia i kostiumy   
2008 – Jak stać się żydowską matką w dziesięć praktycznych lekcji (Paul Fuks), reżyseria: Jan Prochyra, Teatr Rampa na Targówku w Warszawie - scenografia i kostiumy   

### Przedstawienia teatralne zrealizowane w Teatrze Telewizji[5]
14 listopada 1983 – Polski listopad (Franciszek Ziejka), reżyseria: Stanisław Zajączkowski, scenografia Marek Grabowski - kostiumy
24 grudnia 1983 – Wit Stwosz (Konstanty Ildefons Gałczyński), reżyseria: Irena Wollen - scenografia
4 marca 1985 – Szachy (Stanisław Grochowiak), reżyseria: Irena Babel - scenografia
13 stycznia 1986 – Zabawa z ogniem (August Strindberg), reżyseria: Irena Wollen - scenografia
8 marca 1986 – Silniejsza (August Strindberg), reżyseria: Irena Wollen - scenografia
30 października 1986 – Od szóstej do szóstej (Philip McDonald), reżyseria: Irena Wollen - scenografia
23 listopada 1986 – Piwnica (Krzysztof Choiński), reżyseria: Stanisław Zajączkowski - scenografia
14 grudnia 1987 – Węzeł (Feliks Falk), reżyseria: Kazimierz Kutz - scenografia
15 lutego 1988 – Pięćdziesiąt dukatów (Jerzy Lohman), reżyseria: Stefan Szlachtycz, dekoracje Marek Grabowski - kostiumy

### Kolorystyka do komiksów[2]
2000 – Skarga Utraconych Ziem - 1 - Sioban
2000 – Skarga Utraconych Ziem - 2 - Blackmore
2000 – Skarga Utraconych Ziem - 3 - Pani Gerfaut
2000 – Thorgal - 23 - Klatka
2000 – Thorgal - 24 - Arachnea
2001 – Skarga Utraconych Ziem - 4 - Kyle z Klanach
2001 – Thorgal - 19 - Niewidzialna forteca
2001 – Thorgal - 25 - Błękitna zaraza 
2001 – Yans - 7 - Dzieci nieskończoności
2002 – Thorgal - 26 - Królestwo pod piaskiem
2002 – Yans - 11 - Tajemnica czasu
2003 – Halloween Blues - 1 - Przepowiednie
2003 – Podróżnicy - Athabasca &  Grizzly
2003 – Thorgal - 16 - Wilczyca
2003 – Yans - 12 - Kraina otchłani
2004 – Halloween Blues - 2 - Piszę do Ciebie z Gettysburga
2007 – Thorgal - 25 - Błękitna zaraza
2007 – Thorgal - 26 - Królestwo pod piaskiem
2009 – Plansze Europy - 16 - Halloween Blues, tomy 1-7
2009 – Skarga Utraconych Ziem - Zestaw tomów 1-4
2013 – Skarga Utraconych Ziem - Zestaw tomów 1-4 (wyd. II)
2019 – Halloween Blues - wyd. zbiorcze